# ستيفن توماس فيشر
ستيفن توماس فيشر (بالإنجليزية: Steven Fischer)‏ هو مخرج أمريكي، ولد في 10 يونيو 1972 في بالتيمور في الولايات المتحدة.

## وصلات خارجية
- ستيفن فيشر على موقع IMDb (الإنجليزية)
- ستيفن فيشر على موقع كينوبويسك (الروسية)